# Yardenit

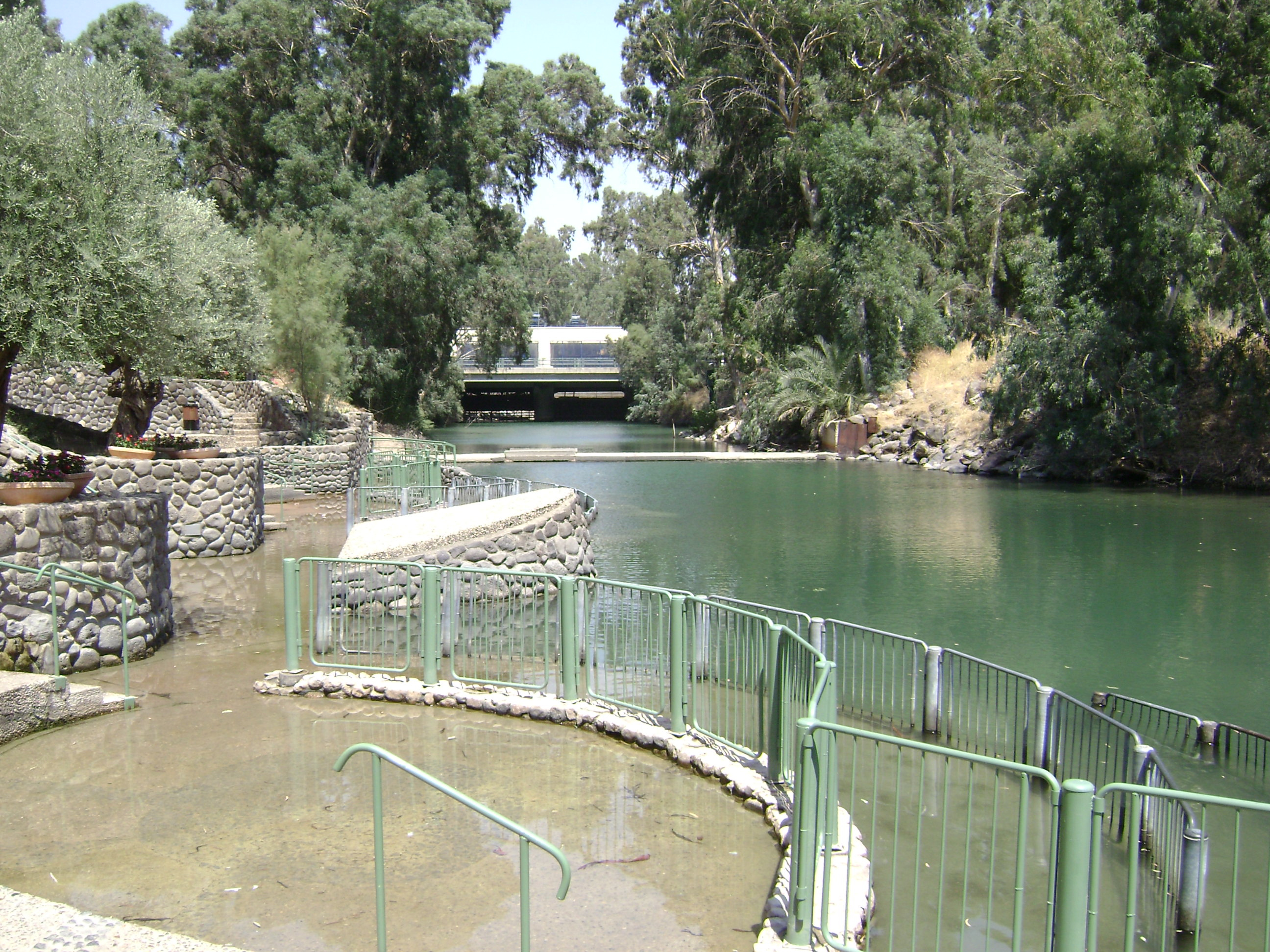
Site de Yardenit.

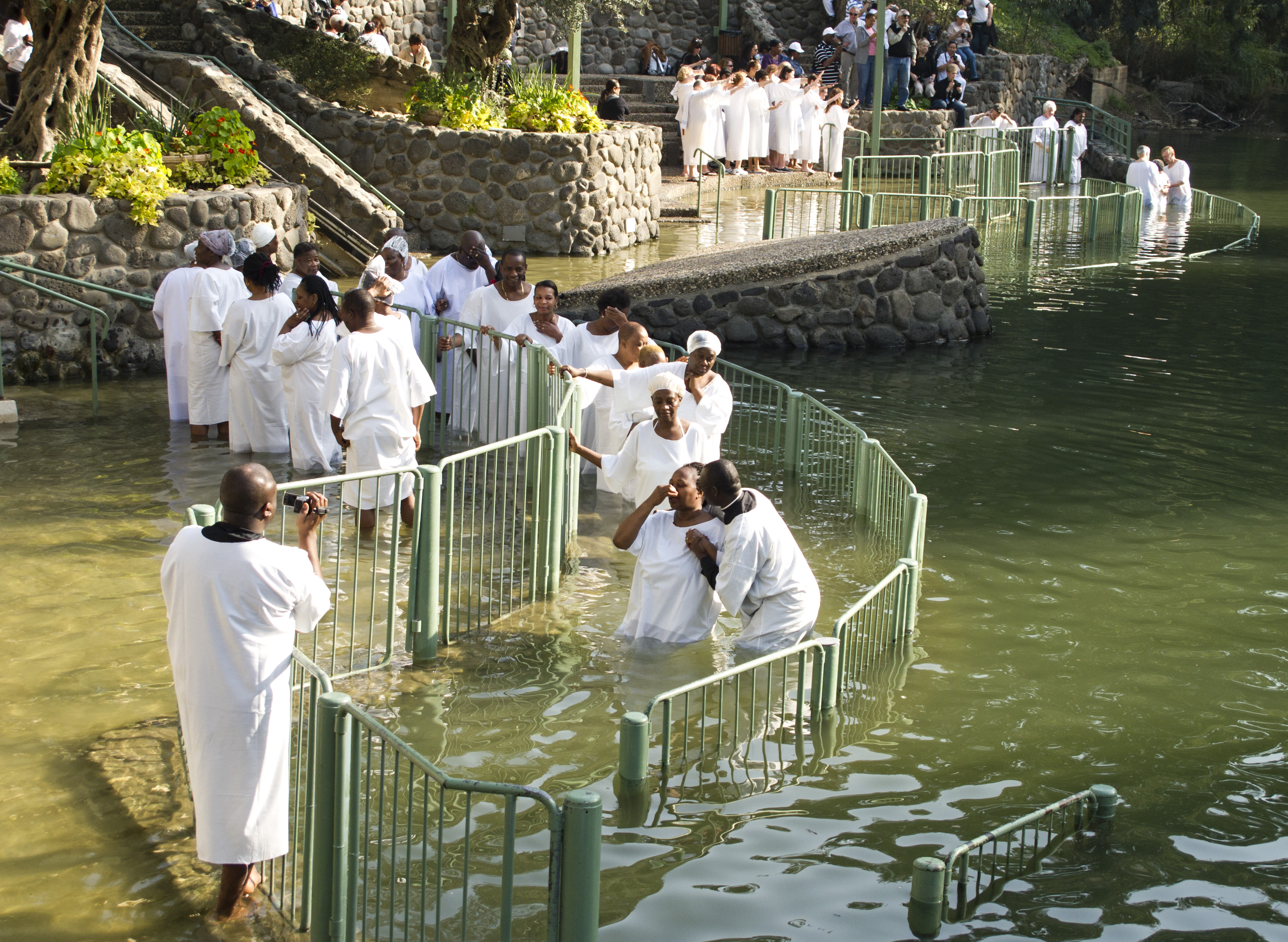
Cérémonie de baptême sur le site.

Yardenit, est un site de baptême dans le Jourdain, près de Bet Yerah, (nord d'Israël), pour les pèlerins chrétiens. Le site est situé au sud de la sortie de la rivière du lac de Tibériade, entre les, Degania Barrage et entre Alumot Barrage près du Kvoutzat Kinneret, et le kibboutz est le propriétaire du site.

## Histoire
Selon la tradition chrétienne, Al-Maghtas en Jordanie serait le Béthanie-au-delà-du-Jourdain de l'évangile attribué à Jean, soit le lieu où Jean le Baptiste a baptisé Jésus. En raison d'activités militaires et archéologiques sur le site de Qasr al-Yahoud, en face d’Al-Maghtas, le Ministère israélien du Tourisme a désigné Yardenit comme lieu de pèlerinage alternatif en 1981 . Yardenit est ainsi devenu le premier site de baptême réglementé par Israël ,. Yardenit a ainsi attiré les pèlerins et un centre de visiteurs a été construit.